# 市川源三
市川 源三（いちかわ げんぞう、1874年2月11日 - 1940年3月25日）は、日本の教育者。

## 経歴
1874年、長野県北佐久郡塩沢新田村（現・立科町）生まれ。1895年に長野師範学校を卒業。東京高等師範学校に進み、1900年に卒業した。
女子教育の先駆者と言われており、男尊女卑が当然の時代、「女性である前に一人前の人間であれ」と主張。東京府立第一高等女学校（現・東京都立白鷗高等学校・附属中学校）の校長として名声を高め、“府立一女の祖”として知られた。1936年には、府立一女の同窓会である鷗友会が創立した鷗友学園の校長にも就任。
優生学を研究していたことでも知られており、1919年には彼を中心として大日本優生会が結成された。また、婦人参政権や公娼廃止など、女性の地位向上のために活動し、全国高女協会理事長も勤めた。墓所は多磨霊園。

## 著書
- 『現代女性読本』
- 『智能測定及び個性之観察』
- 『優生学』